# Campeonato Sudamericano de Baloncesto Sub-17 de 2009
El Campeonato Sudamericano de Baloncesto Sub-17 de 2009 corresponde a la VII edición del Campeonato Sudamericano de Baloncesto Sub-17, fue organizado por FIBA Americas. Fue disputado en el estadio Ciriaco López en la ciudad Trinidad capital del departamento de Flores en Uruguay entre el 25 de mayo y el 31 de mayo de 2009 y los 3 mejores clasifican al Fiba Americas Sub-18 a realizarse en 2010

## Primera fase

### Grupo A
|   | Equipo    | Pts | J | G | P | PF  | PC  | Dif |
| - | --------- | --- | - | - | - | --- | --- | --- |
| 1 | Argentina | 6   | 3 | 3 | 0 | 232 | 156 | +76 |
| 2 | Uruguay   | 5   | 3 | 2 | 1 | 238 | 183 | +55 |
| 3 | Paraguay  | 4   | 3 | 1 | 2 | 192 | 236 | -44 |
| 4 | Ecuador   | 3   | 3 | 0 | 3 | 163 | 250 | -87 |

| 26 de mayo, 19:15                     | Argentina                             | 89 - 60                               | Paraguay                        |  |
| Reporte                               |                                       |                                       |                                 |  |
| Parciales: 22-14, 18-17, 26-12, 23-17 | Parciales: 22-14, 18-17, 26-12, 23-17 | Parciales: 22-14, 18-17, 26-12, 23-17 | estadio Ciriaco López, Trinidad |  |
| Joel Comba 18 puntos                  | Pts                                   | Carlos Vallejos 15 puntos             | estadio Ciriaco López, Trinidad |  |
| Joel Comba 10 rebotes                 | Rebs                                  | Rodrigo Torres 7 rebotes              | estadio Ciriaco López, Trinidad |  |
| Lucas Diaz 3 asistencias              | Asists                                | Guido Ramírez 4 asistencias           | estadio Ciriaco López, Trinidad |  |

| 26 de mayo, 21:15                    | Uruguay                              | 99 - 59                              | Ecuador                         |  |
| Reporte                              |                                      |                                      |                                 |  |
| Parciales: 21-8, 36-20, 23-10, 19-21 | Parciales: 21-8, 36-20, 23-10, 19-21 | Parciales: 21-8, 36-20, 23-10, 19-21 | estadio Ciriaco López, Trinidad |  |
| Santiago Tolosa 21 puntos            | Pts                                  | Ismael Espinoza 14 puntos            | estadio Ciriaco López, Trinidad |  |
| Santiago Tolosa 8 rebotes            | Rebs                                 | Juan Maldonado 7 rebotes             | estadio Ciriaco López, Trinidad |  |
| Jose Cambon 6 asistencias            | Asists                               | Juan Patino 2 asistencias            | estadio Ciriaco López, Trinidad |  |

| 27 de mayo, 19:15                   | Paraguay                            | 73 - 65                             | Ecuador                         |  |
| Reporte                             |                                     |                                     |                                 |  |
| Parciales: 22-7, 6-16, 18-18, 27-24 | Parciales: 22-7, 6-16, 18-18, 27-24 | Parciales: 22-7, 6-16, 18-18, 27-24 | estadio Ciriaco López, Trinidad |  |
| Carlos Vallejos 22 puntos           | Pts                                 | Ricardo Icaza 25 puntos             | estadio Ciriaco López, Trinidad |  |
| Rodrigo Torres 11 rebotes           | Rebs                                | Ricky Tenorio 9 rebotes             | estadio Ciriaco López, Trinidad |  |
| Marcos Rabino 3 asistencias         | Asists                              | Alan Dunn 3 asistencias             | estadio Ciriaco López, Trinidad |  |

| 27 de mayo, 21:15                   | Argentina                           | 65 - 57                             | Uruguay                         |  |
| Reporte                             |                                     |                                     |                                 |  |
| Parciales: 14-21, 12-9, 24-7, 15-20 | Parciales: 14-21, 12-9, 24-7, 15-20 | Parciales: 14-21, 12-9, 24-7, 15-20 | estadio Ciriaco López, Trinidad |  |
| Juan Giaveno 17 puntos              | Pts                                 | Iván Loriente 15 puntos             | estadio Ciriaco López, Trinidad |  |
| Lucas Diaz 6 rebotes                | Rebs                                | Mathias Calfani 11 rebotes          | estadio Ciriaco López, Trinidad |  |
| Juan Giaveno 3 asistencias          | Asists                              | Diego García 4 asistencias          | estadio Ciriaco López, Trinidad |  |

| 29 de mayo, 19:15                   | Ecuador                             | 39 - 78                             | Argentina                       |  |
| Reporte                             |                                     |                                     |                                 |  |
| Parciales: 12-15, 11-15, 9-24, 7-24 | Parciales: 12-15, 11-15, 9-24, 7-24 | Parciales: 12-15, 11-15, 9-24, 7-24 | estadio Ciriaco López, Trinidad |  |
| Ricky Tenorio 9 puntos              | Pts                                 | Matias Bortorin 13 puntos           | estadio Ciriaco López, Trinidad |  |
| Ricky Tenorio 4 rebotes             | Rebs                                | Matias Bortorin 9 rebotes           | estadio Ciriaco López, Trinidad |  |
| Alan Dunn 3 asistencias             | Asists                              | Juan Giaveno 5 asistencias          | estadio Ciriaco López, Trinidad |  |

| 29 de mayo, 21:15                    | Uruguay                              | 82 - 59                              | Paraguay                        |  |
| Reporte                              |                                      |                                      |                                 |  |
| Parciales: 28-9, 18-14, 17-17, 19-19 | Parciales: 28-9, 18-14, 17-17, 19-19 | Parciales: 28-9, 18-14, 17-17, 19-19 | estadio Ciriaco López, Trinidad |  |
| Alex Álvarez 32 puntos               | Pts                                  | Manuel Aponte 13 puntos              | estadio Ciriaco López, Trinidad |  |
| Mathias Calfani 14 rebotes           | Rebs                                 | Rodrigo Torres 7 rebotes             | estadio Ciriaco López, Trinidad |  |
| Mathias Calfani 7 asistencias        | Asists                               | Juan Osorio 5 asistencias            | estadio Ciriaco López, Trinidad |  |

### Grupo B
|   | Equipo    | Pts | J | G | P | PF  | PC  | Dif  |
| - | --------- | --- | - | - | - | --- | --- | ---- |
| 1 | Brasil    | 8   | 4 | 4 | 0 | 392 | 183 | +209 |
| 2 | Venezuela | 7   | 4 | 3 | 1 | 260 | 289 | -29  |
| 3 | Chile     | 6   | 4 | 2 | 2 | 294 | 268 | +26  |
| 4 | Colombia  | 3   | 4 | 0 | 3 | 249 | 324 | -75  |
| 5 | Bolivia   | 3   | 4 | 0 | 3 | 190 | 321 | -131 |

| 25 de mayo, 18:00                     | Brasil                                | 110 - 60                              | Colombia                        |  |
| Reporte                               |                                       |                                       |                                 |  |
| Parciales: 27-13, 34-19, 24-13, 25-15 | Parciales: 27-13, 34-19, 24-13, 25-15 | Parciales: 27-13, 34-19, 24-13, 25-15 | estadio Ciriaco López, Trinidad |  |
| Rossetto Davi 14 puntos               | Pts                                   | Victor López 30 puntos                | estadio Ciriaco López, Trinidad |  |
| Gabriel Aguirre 12 rebotes            | Rebs                                  | Tonny Trocha 5 rebotes                | estadio Ciriaco López, Trinidad |  |
| Raulzinho Neto 8 asistencias          | Asists                                | Simon Granados 3 asistencias          | estadio Ciriaco López, Trinidad |  |

| 25 de mayo, 21:15                     | Venezuela                             | 73 - 65                               | Chile                           |  |
| Reporte                               |                                       |                                       |                                 |  |
| Parciales: 17-20, 11-16, 25-17, 20-12 | Parciales: 17-20, 11-16, 25-17, 20-12 | Parciales: 17-20, 11-16, 25-17, 20-12 | estadio Ciriaco López, Trinidad |  |
| Alexander Morillo 15 puntos           | Pts                                   | Franco Morales 27 puntos              | estadio Ciriaco López, Trinidad |  |
| Israel de Jesus Blanco 8 rebotes      | Rebs                                  | Diego Aguirre 12 rebotes              | estadio Ciriaco López, Trinidad |  |
| Jose Silvera 2 asistencias            | Asists                                | Franco Morales 4 asistencias          | estadio Ciriaco López, Trinidad |  |

| 26 de mayo, 15:15                     | Venezuela                             | 76 - 65                               | Bolivia                         |  |
| Reporte                               |                                       |                                       |                                 |  |
| Parciales: 20-14, 19-14, 16-16, 21-21 | Parciales: 20-14, 19-14, 16-16, 21-21 | Parciales: 20-14, 19-14, 16-16, 21-21 | estadio Ciriaco López, Trinidad |  |
| Israel de Jesus Blanco 13 puntos      | Pts                                   | Mauricio Tola 17 puntos               | estadio Ciriaco López, Trinidad |  |
| Israel de Jesus Blanco 8 rebotes      | Rebs                                  | Mauricio Tola 5 rebotes               | estadio Ciriaco López, Trinidad |  |
| Alfredo Flores 1 asistencia           | Asists                                | Manuel Cuevas 2 asistencias           | estadio Ciriaco López, Trinidad |  |

| 26 de mayo, 17:15                   | Chile                               | 54 - 90                             | Brasil                          |  |
| Reporte                             |                                     |                                     |                                 |  |
| Parciales: 19-21, 9-19, 20-25, 6-25 | Parciales: 19-21, 9-19, 20-25, 6-25 | Parciales: 19-21, 9-19, 20-25, 6-25 | estadio Ciriaco López, Trinidad |  |
| Emmanuelle Moreno 17 puntos         | Pts                                 | Felipe Taddei 25 puntos             | estadio Ciriaco López, Trinidad |  |
| Franco Morales 8 rebotes            | Rebs                                | Gabriel Aguirre 7 rebotes           | estadio Ciriaco López, Trinidad |  |
| Piero Simonetti 1 asistencia        | Asists                              | Raulzinho Neto 4 asistencias        | estadio Ciriaco López, Trinidad |  |

| 27 de mayo, 15:15                    | Colombia                             | 61 - 91                              | Chile                           |  |
| Reporte                              |                                      |                                      |                                 |  |
| Parciales: 16-17, 18-30, 24-21, 3-23 | Parciales: 16-17, 18-30, 24-21, 3-23 | Parciales: 16-17, 18-30, 24-21, 3-23 | estadio Ciriaco López, Trinidad |  |
| Victor López 17 puntos               | Pts                                  | Franco Morales 26 puntos             | estadio Ciriaco López, Trinidad |  |
| Edwin Cortes 10 rebotes              | Rebs                                 | Franco Morales 8 rebotes             | estadio Ciriaco López, Trinidad |  |
| Simon Granados 4 asistencias         | Asists                               | Diego Aguirre 6 asistencias          | estadio Ciriaco López, Trinidad |  |

| 27 de mayo, 17:15                   | Brasil                              | 91 - 31                             | Bolivia                         |  |
| Reporte                             |                                     |                                     |                                 |  |
| Parciales: 24-1, 24-12, 26-8, 17-10 | Parciales: 24-1, 24-12, 26-8, 17-10 | Parciales: 24-1, 24-12, 26-8, 17-10 | estadio Ciriaco López, Trinidad |  |
| Gabriel Aguirre 16 puntos           | Pts                                 | Gabriel Ramos 15 puntos             | estadio Ciriaco López, Trinidad |  |
| Lucas Nogueira 12 rebotes           | Rebs                                | Mauricio Tola 5 rebotes             | estadio Ciriaco López, Trinidad |  |
| L.Parisotto 3 asistencias           | Asists                              | Oscar Torrico 2 asistencias         | estadio Ciriaco López, Trinidad |  |

| 28 de mayo, 19:15                    | Chile                                | 84 - 44                              | Bolivia                         |  |
| Reporte                              |                                      |                                      |                                 |  |
| Parciales: 25-12, 26-5, 19-10, 14-17 | Parciales: 25-12, 26-5, 19-10, 14-17 | Parciales: 25-12, 26-5, 19-10, 14-17 | estadio Ciriaco López, Trinidad |  |
| Franco Morales 14 puntos             | Pts                                  | Gabriel Ramos 12 puntos              | estadio Ciriaco López, Trinidad |  |
| Hardy Weissohn 12 rebotes            | Rebs                                 | Cristhian Camargo 6 rebotes          | estadio Ciriaco López, Trinidad |  |
| Hardy Weissohn 5 asistencias         | Asists                               | Cristhian Camargo 1 asistencia       | estadio Ciriaco López, Trinidad |  |

| 28 de mayo, 21:15                   | Venezuela                           | 73 - 58                             | Colombia                        |  |
| Reporte                             |                                     |                                     |                                 |  |
| Parciales: 14-12, 28-17, 22-20, 9-9 | Parciales: 14-12, 28-17, 22-20, 9-9 | Parciales: 14-12, 28-17, 22-20, 9-9 | estadio Ciriaco López, Trinidad |  |
| Jose Silvera 21 puntos              | Pts                                 | Edwin Cortes 19 puntos              | estadio Ciriaco López, Trinidad |  |
| Alfredo Flores 7 rebotes            | Rebs                                | Edwin Cortes 10 rebotes             | estadio Ciriaco López, Trinidad |  |
| Alfredo Flores 4 asistencias        | Asists                              | Simon Granados 6 asistencias        | estadio Ciriaco López, Trinidad |  |

| 29 de mayo, 15:15                    | Colombia                             | 70 - 50                              | Bolivia                         |  |
| Reporte                              |                                      |                                      |                                 |  |
| Parciales: 6-15, 22-11, 20-14, 22-10 | Parciales: 6-15, 22-11, 20-14, 22-10 | Parciales: 6-15, 22-11, 20-14, 22-10 | estadio Ciriaco López, Trinidad |  |
| Francisco Castro 19 puntos           | Pts                                  | Gabriel Ramos 16 puntos              | estadio Ciriaco López, Trinidad |  |
| Francisco Castro 19 rebotes          | Rebs                                 | Mauricio Tola 8 rebotes              | estadio Ciriaco López, Trinidad |  |
| Jorge Salazar 4 asistencias          | Asists                               | Manuel Cuevas 6 asistencias          | estadio Ciriaco López, Trinidad |  |

| 29 de mayo, 17:15                  | Venezuela                          | 38 - 101                           | Brasil                          |  |
| Reporte                            |                                    |                                    |                                 |  |
| Parciales: 8-22, 9-26, 6-22, 15-31 | Parciales: 8-22, 9-26, 6-22, 15-31 | Parciales: 8-22, 9-26, 6-22, 15-31 | estadio Ciriaco López, Trinidad |  |
| Edyn Calatayud 9 puntos            | Pts                                | Gabriel Aguirre 16 puntos          | estadio Ciriaco López, Trinidad |  |
| Israel de Jesus Blanco 6 rebotes   | Rebs                               | Lucas Nogueira 11 rebotes          | estadio Ciriaco López, Trinidad |  |
| Alexander Morillo 2 asistencias    | Asists                             | Vitor Machado 3 asistencias        | estadio Ciriaco López, Trinidad |  |

### 5 al 8 lugar
| 30 de mayo, 15:00                   | Paraguay                            | 56 - 61                             | Colombia                        |  |
| Reporte                             |                                     |                                     |                                 |  |
| Parciales: 14-9, 5-11, 21-22, 16-19 | Parciales: 14-9, 5-11, 21-22, 16-19 | Parciales: 14-9, 5-11, 21-22, 16-19 | Estadio Ciriaco López, Trinidad |  |
| Carlos Vallejos 23 puntos           | Pts                                 | Jorge Salazar 17 puntos             | Estadio Ciriaco López, Trinidad |  |
| Rodrigo Torres 9 rebotes            | Rebs                                | Francisco Castro 23 rebotes         | Estadio Ciriaco López, Trinidad |  |
| Manuel Aponte 2 asistencias         | Asists                              | Simon Granados 2 asistencias        | Estadio Ciriaco López, Trinidad |  |

| 30 de mayo, 17:00                     | Chile                                 | 66 - 79                               | Ecuador                         |  |
| Reporte                               |                                       |                                       |                                 |  |
| Parciales: 10-16, 15-13, 19-25, 22-25 | Parciales: 10-16, 15-13, 19-25, 22-25 | Parciales: 10-16, 15-13, 19-25, 22-25 | Estadio Ciriaco López, Trinidad |  |
| Franco Morales 18 puntos              | Pts                                   | Diego Chachapollas 31 puntos          | Estadio Ciriaco López, Trinidad |  |
| Rolando Arteaga 8 rebotes             | Rebs                                  | Diego Chachapollas 6 rebotes          | Estadio Ciriaco López, Trinidad |  |
| Rolando Arteaga 3 asistencias         | Asists                                | Juan Patino 2 asistencias             | Estadio Ciriaco López, Trinidad |  |

### Partido del 7 lugar
| 31 de mayo, 15:00                    | Paraguay                             | 50 - 102                             | Chile                           |  |
| Reporte                              |                                      |                                      |                                 |  |
| Parciales: 12-22, 17-24, 8-24, 13-32 | Parciales: 12-22, 17-24, 8-24, 13-32 | Parciales: 12-22, 17-24, 8-24, 13-32 | Estadio Ciriaco López, Trinidad |  |
| Marcelo Vaccaro 14 puntos            | Pts                                  | Francisco Ignacio Pavez 33 puntos    | Estadio Ciriaco López, Trinidad |  |
| Alex Fernando Emhart 15 rebotes      | Rebs                                 | Franco Morales 14 rebotes            | Estadio Ciriaco López, Trinidad |  |
| Manuel Antonio Aponte 2 asistencias  | Asists                               | Franco Morales 7 asistencias         | Estadio Ciriaco López, Trinidad |  |

### Partido del 5 lugar
| 31 de mayo, 17:00                    | Colombia                             | 58 - 54                              | Ecuador                         |  |
| Reporte                              |                                      |                                      |                                 |  |
| Parciales: 15-14, 14-14, 15-19, 14-7 | Parciales: 15-14, 14-14, 15-19, 14-7 | Parciales: 15-14, 14-14, 15-19, 14-7 | Estadio Ciriaco López, Trinidad |  |
| Victor Eduardo López 18 puntos       | Pts                                  | Diego Xavier Chachapollas 13 puntos  | Estadio Ciriaco López, Trinidad |  |
| Francisco Castro 21 rebotes          | Rebs                                 | Ricky Jackson Tenorio 14 rebotes     | Estadio Ciriaco López, Trinidad |  |
| Simon Alberto Granados 4 asistencias | Asists                               | Juan Manuel Maldonado 2 asistencias  | Estadio Ciriaco López, Trinidad |  |

## Fase final

### Semifinales
| 30 de mayo, 19:00                                | Brasil                                           | 77 - 81                                          | Uruguay                         |  |
| Reporte                                          |                                                  |                                                  |                                 |  |
| Parciales: 20-15, 13-22, 16-18, 17-11 OT1= 11-15 | Parciales: 20-15, 13-22, 16-18, 17-11 OT1= 11-15 | Parciales: 20-15, 13-22, 16-18, 17-11 OT1= 11-15 | Estadio Ciriaco López, Trinidad |  |
| Raulzinho Neto 26 puntos                         | Pts                                              | Alex Nicolás Álvarez 28 puntos                   | Estadio Ciriaco López, Trinidad |  |
| Lucas Nogueira 11 rebotes                        | Rebs                                             | Mathias Calfani 8 rebotes                        | Estadio Ciriaco López, Trinidad |  |
| Raulzinho Neto 3 asistencias                     | Asists                                           | Alex Nicolás Álvarez 4 asistencias               | Estadio Ciriaco López, Trinidad |  |

| 30 de mayo, 21:00                    | Argentina                            | 100 - 49                             | Venezuela                       |  |
| Reporte                              |                                      |                                      |                                 |  |
| Parciales: 29-10, 24-8, 26-11, 21-20 | Parciales: 29-10, 24-8, 26-11, 21-20 | Parciales: 29-10, 24-8, 26-11, 21-20 | Estadio Ciriaco López, Trinidad |  |
| Joel Comba 18 puntos                 | Pts                                  | José Gregorio Silvera 14 puntos      | Estadio Ciriaco López, Trinidad |  |
| Fernando Podesta 9 rebotes           | Rebs                                 | Israel de Jesus Blanco 6 rebotes     | Estadio Ciriaco López, Trinidad |  |
| Bruno Colli 5 asistencias            | Asists                               | Israel de Jesus Blanco 1 asistencias | Estadio Ciriaco López, Trinidad |  |

### Partido del 3 lugar
| 31 de mayo, 19:00                     | Venezuela                             | 56 - 94                               | Brasil                          |  |
| Reporte                               |                                       |                                       |                                 |  |
| Parciales: 27-16, 17-13, 31-14, 32-19 | Parciales: 27-16, 17-13, 31-14, 32-19 | Parciales: 27-16, 17-13, 31-14, 32-19 | Estadio Ciriaco López, Trinidad |  |
| Felipe Taddei 23 puntos               | Pts                                   | Junior Martínez 13 puntos             | Estadio Ciriaco López, Trinidad |  |
| Lucas Nogueira 10 rebotes             | Rebs                                  | Drexler Anderson Mejias 4 rebotes     | Estadio Ciriaco López, Trinidad |  |
| Felipe Vezaro 4 asistencias           | Asists                                | Israel de Jesus Blanco 1 asistencias  | Estadio Ciriaco López, Trinidad |  |

### Final
| 31 de mayo, 21:00                    | Argentina                            | 63 - 50                              | Uruguay                         |  |
| Reporte                              |                                      |                                      |                                 |  |
| Parciales: 17-12, 7-14, 19-10, 20-14 | Parciales: 17-12, 7-14, 19-10, 20-14 | Parciales: 17-12, 7-14, 19-10, 20-14 | Estadio Ciriaco López, Trinidad |  |
| Juan Giaveno 17 puntos               | Pts                                  | Diego García 18 puntos               | Estadio Ciriaco López, Trinidad |  |
| Joel Comba 7 rebotes                 | Rebs                                 | Iván Sebastián Loriente 7 rebotes    | Estadio Ciriaco López, Trinidad |  |
| Bruno Colli 3 asistencias            | Asists                               | Diego García 4 asistencias           | Estadio Ciriaco López, Trinidad |  |

| Argentina         |
| Campeón Argentina |
| Sexto Título      |

## Clasificación
| Posición | Equipo    |
| -------- | --------- |
| 1        | Argentina |
| 2        | Uruguay   |
| 3        | Brasil    |
| 4        | Venezuela |
| 5        | Colombia  |
| 6        | Ecuador   |
| 7        | Chile     |
| 8        | Paraguay  |
| 9        | Bolivia   |

## Clasificados al FIBA Americas Sub-18 2010
| Bandera de Argentina | Bandera de Uruguay | Bandera de Brasil |
| Argentina            | Uruguay            | Brasil            |
| -------------------- | ------------------ | ----------------- |